# Hearts in the Air
A "Hearts In The Air" Eric Saade második, Saade Vol. 1 című lemezéről megjelent harmadik kislemez, melyen a brazil származású svéd rapper, J-Son is szerepel. Az eredeti tervek szerint 2011. június 1-jén kellett volna megjelennie digitálisan letölthető formátumban az iRunes és a Spotify felületén, azonban technikai problémák miatt csúszott a megjelenés. Svédországban hivatalosan 2011.július 7-én jelent meg. A svéd kislemezek eladási sikerlistáján a 2. helyen indított.

## Klipje
A 2011. június 28-án a Youtube-ra feltöltött klipet Patric Ullaeus rendezte.

## Számok listája
- Digitálisan letölthető

1. "Hearts in The Air" – 3:59

## Sikerlisták és elismerések

### Elismerések
| Ország     | Elismerések |
| ---------- | ----------- |
| Svédország | Aranylemez  |

## Megjelenése
| Ország     | Dátum               | Formátum           | Kiadó           |
| ---------- | ------------------- | ------------------ | --------------- |
| Svédország | 2011. június 7.     | digitális letöltés | Roxy Recordings |
| Norvégia   | 2011. szeptember 23 | digitális letöltés | Roxy Recordings |

## Külső hivatkozások
- Eric Saade Official Website